# Meoneura lacteipennis
Meoneura lacteipennis är en tvåvingeart som först beskrevs av Fallen 1823.  Meoneura lacteipennis ingår i släktet Meoneura och familjen kadaverflugor. Arten är reproducerande i Sverige. Inga underarter finns listade i Catalogue of Life.